# Emilio Fernández
Emilio Fernández (* 26. März 1904 in Mineral del Hondo, Coahuila; † 6. August 1986 in Mexiko-Stadt) war ein mexikanischer Schauspieler und Filmregisseur.

## Leben
Fernández beteiligte sich an der de la Huerta-Rebellion (1923/24), wurde nach deren Scheitern inhaftiert, konnte fliehen und folgte dem Anführer der Rebellion nach Los Angeles. Er wurde Statist in Hollywood. Nach seiner Rückkehr nach Mexiko begann er mit der Schauspielerei und dem Verfassen von Drehbüchern. Seine erste Regiearbeit war 1941 der Film La Isla de la pasión. Sein Film Maria Candelaria wurde 1946 bei den Filmfestspielen von Cannes ausgezeichnet. Sein Thema, die Not der indianischen Bevölkerung, hatte im mexikanischen Film bis dahin kaum eine Rolle gespielt. Sein Film Un día de vida (1950), der zur Zeit der Mexikanischen Revolution spielt, kam unter dem Titel Jedan dan života in die Kinos in Jugoslawien und wurde dort ein Kassenschlager, während er in Mexiko selbst wenig beachtet wurde. Ab den 1950er Jahren gab Fernández seine künstlerischen Ambitionen und den sozialen Anspruch seiner früheren Filme weitgehend auf und drehte Melodramen und actionbetonte Unterhaltungsware. 
Als Schauspieler wurde Fernández hauptsächlich durch seine vielbeachtete Rolle des „General Mapache“ in Sam Peckinpahs Westernepos The Wild Bunch einem breiteren Publikum bekannt.
Sein ehemaliger Wohnsitz, das Monumental Casa de Emilio El Indio Fernández, befindet sich im Barrio de Santa Catarina von Mexiko-Stadt.

## Filmografie (Auswahl)
Regie
- 1934: Cruz Diablo
- 1943: Flor silvestre
- 1943: Maria Candelaria
- 1946: Die Verliebte (Enamorada)
- 1947: Mexikanische Romanze (The Pearl/La perla)
- 1948: Río Escondido
- 1948: Bezahlte Nächte (Salón Mexico)
- 1948: Maclovia
- 1949: Die Herrin von Soto (La malquerida)
- 1949: Paloma
- 1949: Pueblerina
- 1950: Rebellen der schwarzen Berge (The Torch)
- 1950: Verbotene Straße (Victimas del pecado)
- 1953: Brandung der Leidenschaft (La red)
- 1954: In den Klauen des Satans (Cuando levanta la niebla)
- 1977: Mexiko-Nord
- 1982: Ahora mis pistolas hablan

Darsteller
- 1959: Sturm über Mexiko (La Cucaracha)
- 1964: Sieben reiten in die Hölle (The Reward)
- 1965: Südwest nach Sonora (The Appaloosa)
- 1966: Die Rückkehr der glorreichen Sieben (Return of the Seven)
- 1969: The Wild Bunch – Sie kannten kein Gesetz (The Wild Bunch)
- 1973: Pat Garrett jagt Billy the Kid (Pat Garrett and Billy The Kid)
- 1974: Bring mir den Kopf von Alfredo Garcia (Bring me the Head of Alfredo Garcia)
- 1974: Yucca Flat – Die verrückteste Stadt des Wilden Westens (Phantom Gunslinger)
- 1975: Der Mann ohne Nerven (Breakout)
- 1976: Columbo: Blutroter Staub (A Matter of Honor, Fernsehserie)